# کشتار دیر یاسین
کشتار دیر یاسین در ۹ آوریل ۱۹۴۸ رخ داد که در آن شبه‌نظامیان صهیونیست به روستای دیر یاسین در نزدیکی اورشلیم، فلسطین تحت قیمومت بریتانیا حمله کردند و حداقل ۱۰۷ روستایی فلسطینی از‌جمله زنان و کودکان را کشتند. این حمله عمدتاً توسط ایرگون و لحی انجام شد که توسط هگانا و پالماخ حمایت می‌شدند. این حمله با‌وجود موافقت روستا با پیمان عدم تعرض انجام شد. این واقعه در طول جنگ داخلی ۱۹۴۷–۱۹۴۸ رخ داد و یکی از ارکان اصلی نکبت و اخراج و فرار فلسطینیان در سال ۱۹۴۸ بود.
صبح روز ۹ آوریل نیروهای ایرگون و لحی از جهات مختلف وارد روستا شدند. نظامیان صهیونیست روستاییان عرب فلسطینی از‌جمله زنان و کودکان را با استفاده از سلاح گرم و نارنجک دستی در حالی که روستا را خانه به خانه از ساکنان آن خالی می‌کردند، کشتند. شبه‌نظامیان بی‌تجربه با مقاومت تعدادی از روستاییان مسلح مواجه شدند و تلفاتی متحمل شدند. هگانا مستقیماً از عملیات پشتیبانی کرد و مهمات و آتش پوششی تأمین کرد و دو جوخه پالماخ به‌عنوان نیروی کمکی وارد روستا شدند. تعدادی از روستاییان به اسارت گرفته شدند و قبل از اعدام به اورشلیم غربی برده شدند. علاوه‌بر قتل و غارت گسترده، ممکن است مواردی از مثله کردن و تجاوز جنسی نیز وجود داشته باشد. برای چندین دهه اعتقاد بر این بود که ۲۵۴ عرب فلسطینی کشته شده‌اند، اگرچه شواهد موجود تعداد کشته‌ها را حدود ۱۱۰ نفر می‌داند. در پایان عملیات، همه اهالی روستا اخراج شدند. و هگانا کنترل روستا را به‌دست گرفت. در سال ۱۹۴۹ این روستا توسط اسرائیلی‌ها اسکان داده شد و بخشی از غفعات شائول شد.
خبر این کشتار به‌طور گسترده منتشر شد و باعث ایجاد وحشت در میان فلسطینی‌ها در سراسر کشور شد و بسیاری خانه‌های خود را از ترس خشونت بیشتر نیروهای یهودی ترک کردند. این کشتار اخراج و فرار فلسطینیان در سال ۱۹۴۸ را به‌شدت تسریع کرد و عزم دولت‌های عربی برای مداخله را تقویت کرد، کاری که آن‌ها پنج هفته بعد و آغاز جنگ اعراب و اسرائیل در سال ۱۹۴۸ انجام دادند. هگانا نقش خود را در این حمله انکار کرد و علناً کشتار را محکوم کرد و ایرگون و لحی را مقصر دانست و آژانس یهود برای فلسطین (که کنترل هگانا را در اختیار داشت) نامه عذرخواهی به پادشاه اردن فرستاد که عبدالله آن را رد کرد. چهار روز پس از کشتار دیر یاسین، در ۱۳ آوریل، حمله تلافی‌جویانه به کاروان پزشکی هداسا در اورشلیم به کشتار ۷۸ یهودی که بیشتر آن‌ها کادر پزشکی بودند، ختم شد. مطالب و مستندات مرتبط با این واقعه در ارتش اسرائیل همچنان محرمانه باقی مانده است.

## حمله

### روز حمله
نیروی ایرگون از شرق و جنوب به دیر یاسین نزدیک شد و حدود ساعت ۴:۳۰ بامداد ۹ آوریل به حاشیه روستا رسید. قرار بود نیروهای لحی در همان زمان مواضع خود را در اطراف روستا بگیرند اما در واقع دیر رسیدند. فرماندهان ایرگون هیچ راهی برای تماس با آن‌ها نداشتند و باید فرض می‌کردند که آن‌ها طبق برنامه پیش می‌روند. پایل و یک عکاس نیز همراه گروه بود. او می‌خواست توانایی‌های رزمی تجدیدنظرطلبان را مشاهده کند.
به گفته بن زیون کوهن، درگیری زمانی شروع شد که مردانش همزمان با پارس کردن سگ‌ها، وارد عمل شدند. در ساعت ۰۴:۴۵ یک نگهبان روستایی متوجه شد نیروهای یهودی در حال حرکتند و به زبان عربی «محمود» را صدا زد. یکی از جنگنده‌های ایرگون فکر کرد که او «احدوت» بخشی از رمز عبور را گفته است. او با نیمه دوم رمز عبور «لوهمت» پاسخ داد. به گفته یکی از مبارزان ایرگون، اعراب فریاد «یهود» (یهودیان) سر دادند و تیراندازی کردند.
سپس درگیری با اسلحه شروع شد. از سوی سه نگهبان روستایی و از خانه‌های روستا به سوی نیروهای ایرگون آتش گشوده شد. ساکنان برای پیوستن به نبرد به دنبال تفنگ‌های خود بودند و از پنجره‌ها تیراندازی می‌کردند. نیروهای ایرگون نیز به تیراندازی پاسخ دادند و به سمت روستا آتش گشودند.
هنگامی که نیروهای لحی که دیر کرده بودند، سرانجام به انتهای دیگر روستا رسیدند تا حمله را آغاز کنند، درگیری از قبل آغاز شده بود. نیروهای لحی توسط یک خودروی زرهی با بلندگو هدایت می‌شدند. برنامه این بود که خودرو را به مرکز روستا برانند و یک هشدار به زبان عربی به صدا درآورند و از ساکنان بخواهند به سمت عین کریم فرار کنند. در عوض، وسیله نقلیه در یک گودال درست روبروی روستا متوقف یا واژگون شد و در حالی که برای خارج شدن تلاش می‌کرد، اعراب به سمت آن تیراندازی کردند. مشخص نیست که آیا پیام هشدار از بلندگو خوانده شده یا خیر. یاچین این گونه توضیح می‌دهد: 
پس از پر کردن گودال به حرکت ادامه دادیم. از دو سنگر رد شدیم و در ۳۰ متری روستا جلوی سنگر سوم ایستادیم. یکی از ما با بلندگو به زبان عربی صدا کرد و به اهالی گفت که سلاح‌های خود را زمین بگذارند و فرار کنند. نمی‌دانم شنیدند یا نه فقط می‌دانم که این درخواست‌ها تأثیری نداشت.
ابومحمود، یکی از بازماندگان، در سال ۱۹۹۸ به بی‌بی‌سی گفت که این هشدار را شنیده است. عارف سمیر اظهار داشت که اخطار را نشنیده است: 
بارها [پیش از این] مقررات منع رفت و آمد در روستا اعمال شده بود و وقتی بلندگوی انگلیسی در یک سر روستا صدا می‌زد، می‌توانستم آن را در انتهای دیگر روستا بشنوم. علاوه بر این، اگر کسی از غفعات شائول بدون بلندگو هم داد بزند، به وضوح در روستای ما شنیده می‌شود. صبح آن روز چیزی نشنیدیم. نه بلندگو و نه فریاد. با صدای شلیک از خواب بیدار شدیم.
حتی اگر اخطاری پخش شده باشد، به دلیل صدای تیراندازی سنگین، احتمالاً روستاییان کمی آن را شنیده‌اند.
فرماندهان ایرگون و لحی معتقد بودند که ساکنان فرار خواهند کرد، اما آن‌ها با مقاومت مواجه شدند. ساکنان متوجه نشدند که هدف حمله فتح است. شلیک تک تیرانداز روستاییان از مواضع بالاتر در غرب، به ویژه از خانه مختار، عملاً این حمله را مهار کرد. برخی از واحدهای لحی از کمپ اشنلر هگانا در اورشلیم برای کمک اعزام شدند.  این افراد هیچ تجربه ای از حمله به روستای عرب نشین در روز نداشتند و فاقد سلاح‌های پشتیبانی بودند. به دنبال دستور بن زیون کوهن، فرمانده ایرگون، آنها به حملات خانه به خانه متوسل شدند و قبل از اینکه وارد هر خانه شوند، نارنجک را به داخل خانه پرتاب می‌کردند و سپس به روی خانه آتش می‌گشودند.
نیروهای لحی به آرامی پیشروی کردند و درگیر نبردهای خانه به خانه شدند. آنها علاوه بر مقاومت اعراب، با مشکلات دیگری نیز مواجه بودند. برخی اسلحه‌ها از کار افتادند، چند نارنجک دستی بدون کشیدن ضامن پرتاب شد و یکی از فرماندهان لحی، آموس کنان، توسط افراد خودی مجروح شد. دهه‌ها بعد، یاچین در مصاحبه‌ای ادعا کرد: «برای گرفتن یک خانه، یا باید یک نارنجک پرتاب می‌کردی یا به داخل آن شلیک می‌کردی. اگر به اندازه کافی احمق بودی که درها را باز می‌کردی، کشته می‌شدی - گاهی اوقات توسط مردانی که لباس زنانه به تن داشتند در یک ثانیه غافلگیر می‌شدی.»  در این میان، نیروهای ایرگون در آن سوی روستا نیز لحظات سختی را سپری می‌کردند. جنگ خانه به خانه دو ساعت طول کشید تا به مرکز روستا برسد.

#### ایرگون در فکر عقب‌نشینی
تا ساعت ۷:۰۰ صبح، چهار تن از نیروهای یهودی کشته شده بودند. بن زیون کوهن، فرمانده ارشد ایرگون، از ناحیه پا مجروح شد. پس از تیراندازی، دستور داد: «هیچ زن و هیچ مردی اینجا نیست. [ما] تا آنجا که ممکن است خانه‌ها را منفجر می‌کنیم و هر کسی را که تیراندازی می‌کند می‌کشیم. به ساختمان نزدیک شوید، مواد منفجره را بگذارید، آنها را فعال کنید، به عقب برگردید، ساختمان را با تمام ساکنانش پس از شلیک به آنها منفجر کنید. بلافاصله بعد از انفجار، ما وارد می‌شویم، زیرا آن‌ها در شوک هستند، و اولین چیز این است که راست و چپ [تیراندازی] شود.» لپیدات جایگزین او شد. فرمانده ایرگون، یهودا سگال از ناحیه شکم مورد اصابت گلوله قرار گرفت و بعداً جان باخت.  فرماندهان ایرگون پیامی را به اردوگاه لحی مخابره کردند که در نظر دارند عقب‌نشینی کنند. فرماندهان لحی پاسخ دادند که آن‌ها وارد روستا شده‌اند و به زودی پیروز خواهند شد.
ناامیدی از عدم پیشرفت و مقاومت اعراب بر سر اسیران خالی شد و آن‌ها شروع به اعدام کردند. کوهن گزارش داد که «ما هر عربی را که تا آن مرحله با آنها برخورد کردیم، حذف کردیم.» یهودا فدر از نیروهای لحی چند روز پس از حمله در مورد تیراندازی به سه اسیر عرب نوشت: «در روستا یک مرد عرب مسلح و دو دختر عرب ۱۶ یا ۱۷ ساله را کشتم که در حال کمک به اعرابی بودند که تیراندازی می‌کردند. آنها را کنار دیوار گذاشتم و دو گلوله بهشان شلیک کردم» گورودنچیک ادعا کرد که ۸۰ اسیر کشته شدند:
ما اسیر داشتیم و قبل از عقب‌نشینی تصمیم گرفتیم آن‌ها را تصفیه کنیم. مجروحان را هم تصفیه کردیم، چون در هر صورت نمی‌توانستیم به آن‌ها کمک‌های اولیه ارائه کنیم. در یک نقطه، حدود هشتاد اسیر عرب پس از شروع به تیراندازی و کشتن یکی از افرادی که برای ارائه کمک‌های اولیه به آنها آمده بود، کشته شدند. عرب‌هایی که لباس زنانه بر تن داشتند نیز دیده شدند و به همین دلیل آن‌ها شروع به تیراندازی به سمت زنانی کردند که برای رفتن به نقطه‌ای که اسیران در آن تجمع کرده بودند، عجله نداشتند.
عارف سمیر در سال ۱۳۶۰ اظهار داشت: 
از ساعت ۵:۰۰ صبح تا حدود ساعت ۱۱:۰۰ صبح یک کشتار منظم وجود داشت و آن‌ها خانه به خانه پیش می‌رفتند. از لبه شرقی روستا هیچ‌کس سالم بیرون نیامد. خانواده‌ها کامل سلاخی شدند. ساعت ۶ صبح ۲۱ جوان حدوداً ۲۵ ساله روستایی را گرفتند و پشت سر هم در نزدیکی محلی که امروز پستخانه است، اعدام کردند. بسیاری از زنانی که این منظره هولناک را تماشا کردند دیوانه شدند و برخی تا به امروز در تیمارستان هستند. زن حامله‌ای که با پسرش از نانوایی برمی‌گشت، پس از کشته شدن پسرش در مقابل چشمانش، به قتل رسید و شکمش پاره شد. در یکی از خانه‌های روستای تسخیر شده یک مسلسل برن نصب شده بود که به سمت هر کسی را که در خط آتش قرار می‌گرفت تیراندازی می‌کرد. پسر عمویم بیرون رفت تا ببیند برای عمویش که تیر خورده بود چه اتفاقی افتاده که او هم کشته شد. پدرش که به دنبال او رفت، توسط همان برن به قتل رسید و مادری که برای اطلاع وضعیت عزیزانش آمده بود، در کنار آنها جان باخت. آیش ایدان که در غفعات شائول نگهبان بود آمد تا ببیند چه خبر است و او راهم کشتند.
گلبر می‌نویسد که رقم اعلام شده توسط گورودنچیک اغراق‌شده بود و این رقم تاکنون تأیید نشده است. کنانا می‌نویسد که ۲۵ روستایی پس از نبرد اعدام و به معدن انداخته شدند که گلبر آن را مطابق با واقعیت می‌داند. بر اساس شهادت بازماندگان، ۳۳ غیرنظامی در سحرگاه بعدی اعدام شدند.
تعداد زیاد مجروحان یهودی مشکل بزرگی بود بود. زالمان مرت با ایستگاه ستاره داوو سرخ برای آمبولانس تماس گرفت.  مبارزان تخت‌ها را از خانه‌ها بیرون آوردند و درها را از لولا بیرون آوردند، مجروحان را روی آن‌ها گذاشتند و به زنان و پیرمردان عرب دستور دادند که مجروحان را به آمبولانس ببرند تا اعراب به سمتشان تیراندازی نکنند. با این وجود به گفته گورودنچیک، حاملان برانکارد مورد اصابت قرار گرفتند. آمبولانس با تعدادی از مجروحان ساعت ۸ صبح حرکت کرد. 
وقتی مهمات مهاجمان تمام شد، افراد لحی برای درخواست مهمات از هگانا به کمپ شنلر رفتند. ویگ در کمپ نبود و معاونش موشه ارن از تصمیم‌گیری خودداری کرد. وقتی وگ برگشت ۳۰۰۰ گلوله به آنها داد. آنها همچنین درخواست سلاح کردند که وگ آن را رد کرد.  جوخه‌های هگانا همچنین تیراندازی‌های پشتیبان را پوشش دادند و به روستایانی که از جنوب به سوی عین کریم می‌گریختند شلیک کردند و از رسیدن نیروهای کمکی عرب به روستا جلوگیری کردند.

#### استفاده از مواد منفجره
درب خانه‌های دیر یاسین همان‌طور که مهاجمان تصور می‌کردند آهنی بود و نه چوبی؛ به همین خاطر به سختی وارد خانه‌ها می‌شدند.  لاپیدوت برای دریافت مواد منفجره به رنان که از غفعات شائول پیشرفت نظامیان را تماشا می‌کرد، خبر فرستاد. بلافاصله پس از آن، راعنان و دستیارانش با کوله‌پشتی‌های پر از تی‌ان‌تی ظاهر شدند. به جنگجوهای ایرگون دستور داده شد که با دینامیت گذاشتن در خانه‌ها پیشروی کنند. تیم‌های دینامیت با استفاده از آتش پوششی پیش رفتند و خانه‌ها را منفجر کردند. در برخی موارد، شدت انفجارها تمام بخش‌های خانه‌ها را ویران می‌کرد و اعراب در زیر آوار مدفون می‌شدند. در مجموع ۱۵ خانه منفجر شد.
زیدان به یاد می‌آورد که به همراه خانواده اش و شخص دیگری پنهان شده بود که در با منفجر شدن باز شد. مهاجمان آنها را به بیرون بردند و در آنجا یک مرد مجروح و یکی از دخترانش را اعدام کردند. سپس دو تن از اعضای خانواده او کشته شدند: «سپس برادرم محمود را صدا زدند و در حضور ما به او شلیک کردند و وقتی مادرم فریاد زد و روی برادرم خم شد (خواهر کوچکم خضره را که هنوز شیر می‌داد حمل می‌کرد) به مادرم هم تیراندازی کردند.»
اینکه آیا خانه‌ها منفجر شدند یا نه محل بحث است. متیو هوگان، مورخ آمریکایی ادعا می‌کند که اینطور نبوده. او به شهادت پایل استناد می‌کند که گفته بود مطمئن است که «هیچ خانه ای در دیر یاسین بمب‌گذاری نشد» و این که بازدیدکنندگان مستقل از روستا پس از سقوط آن که به آسیب‌های سازه‌ای اشاره‌ای نکرده‌اند. از جمله الیاهو آربل، افسر عملیات هگانا، که به یاد می‌آورد که در داخل خانه‌ها جنازه‌ها را دیدند اما «بدون هیچ نشانه‌ای از درگیری و انفجار». ارتشبد مناخیم آدلر، که در حمله شرکت نکرد، اما چند روز بعد از آنجا بازدید کرد. او گفت: «من تخریبی که همیشه نقل می‌شود را ندیدم.» هوگان معتقد است که «بعید است که جنگجویان بی‌تجربه که مهمات کمی داشتند و زیر آتش بودند، توانسته باشند با مواد منفجره دور خانه‌های مدافع مانور دهند». او همچنین استدلال می‌کند که اگر از مواد منفجره استفاده می‌شد، تعداد اجساد مجروح و تکه‌تکه شده بسیار بیشتر می‌شد. در عوض، هوگان ادعا می‌کند که داستان مواد منفجره توسط عاملان کشتار برای توجیه تعداد بالای کشته‌ها استفاده شده است.

#### پیوستن پالماخ به حمله
مدتی بعد دو واحد پالماخ به فرماندهی ویگ و موشه ارن با دو خودروی زرهی و دو خمپاره دو اینچی وارد روستا شدند.  زمان دقیق رسیدن آن‌ها مشخص نیست؛ میلشتاین می‌نویسد «در ظهر»، هوگان می‌گوید «حدود ۱۰:۰۰ صبح.»  وگ این مداخله را در گزارش خود شرح داده است: 
من در منطقه ای بودم که امنیت جاده کلونیا به اورشلیم را تأمین می‌کردم. ساعت ۶:۳۰ از دیر یاسین و وضعیت نابسامان آن‌ها مطلع شدم زیرا نتوانسته بودند مجروحان خود را بیرون بیاورند. آنها تقاضای اسلحه، [آتش] پوششی و نیرو داشتند، زیرا هیچ متخصصی نداشتند. از طریق افسر اطلاعات گردان از فرمانده منطقه اجازه گرفتم. پاسخ این بود: «شما باید بیرون بروید و پوششی برای بیرون آوردن مجروحان فراهم کنید» - من با فرماندهان هر دو گروه ملاقات کردم و نقشه و توضیح دقیق خواستم --- آنها توضیح دادند که هیچ ارتباطی با جنگجویان ندارند مگر آن‌هایی که فرار کرده‌اند --- آن‌ها از خانه خاصی در غرب روستا یاد کردند. ––– آنجا ۲۵ نفر با دو مسلسل و تفنگ بودند که توسط تک تیراندازها گیر افتاده بودند. در میان آنها هیچ افسری وجود نداشت و آن‌ها از دستورها اطاعت نمی‌کردند، زیرا آن‌ها به گروه‌های مختلف تعلق داشتند. ۳ گلوله به بال شمالی ساختمان شلیک کردم. پس از پایان گلوله‌باران، تیراندازی متوقف شد --- به فرمانده منطقه گزارش دادم و دستور گرفتم: «شما باید آماده باشید تا برای مجروحان پوشش ایجاد کنید یا عقب‌نشینی کنید، اما نباید در هیچ درگیری مداخله کنید.»
پایل گفت که این موشه ایدلشتاین بود که از وگ کمک خواست:
بلافاصله یاکی وگ، یک فرمانده جوان گروهان پالماخ را دیدم که با حدود ۱۵ تا ۱۷ نفر از شیب شمالی به سمت دهکده غربی رانده شد. او آن قسمت از روستا را در حدود ۱۵ دقیقه تصرف کرد. پس از پیوستن من به او، او به من گفت که با چند نفر از کمپ شنلر اعزام شده تا افرادش را در خط الراس اصلی، جایی که امروز گورستان در آن قرار دارد، به فرماندهی جاده اصلی اورشلیم مستقر کند، زیرا قرار بود آن روز کاروانی در آنجا وجود داشته باشد. او گفت موشه ایدلشتاین نزد او آمد و گفت که در دو کیلومتری جنوب آن بال به دیر یاسین حمله کرده‌اند و دچار مشکل شده‌اند. او گفت که باید به یهودیان کمک کند، بنابراین خمپاره را نصب کرده بود و با گروهی از افراد خود به روستا حمله کرد.
سه خمپاره به سمت خانه مختار شلیک شد که تیراندازی تک‌تیرانداز را متوقف کرد. وگ با بررسی وضعیت به این نتیجه رسید که قبل از سرکوب تمام آتش نمی‌توان مجروحان را تخلیه کرد؛ بنابراین، مأموریت او به تصرف روستا گسترش یافت.
به گفته یکی از مبارزان پالماخ، «شش نفر از ما خانه به خانه رفتیم، نارنجک پرتاب کردیم و داخل شدیم.»  افسر لحی، دیوید گوتلیب گفت که پالماخ «در یک ساعت آنچه را که ما نتوانستیم در چند ساعت انجام دهیم» انجام داد.  این داستان توسط کالمان روزنبلات، مبارز پالماخ تأیید شد که می‌گوید: «به همراه شش نفر دیگر خانه به خانه رفتیم. قبل از اینکه وارد خانه‌ها شویم، نارنجک‌ها را به داخل خانه‌ها پرتاب کردیم. در آن میان با نیروهای لحی و اتزل [ایرگون] آشنا شدیم. برخی از آنها به ما پیوستند. برخی دیگر گفتند ما تا الان جنگیدیم حالا دیگر نوبت شماست. جنازه‌هایی در خانه‌ها بود.»  هوگان می‌نویسد که «موفقیت سریع و بدون تلفات واحد کوچک پالماخ، همراه با آمار تلفات چریک‌ها، تأیید می‌کند که دفاع دیر یاسین سخت و حرفه‌ای نبود.»

### پاکسازی
در نتیجهٔ کار سریع پالماخ، نبرد در حدود ساعت ۱۱:۰۰ صبح پایان یافت. برخی از روستاییان فرار کردند و مجروحان یهودی مداوا شدند. حدود ساعت ۱۱:۳۰ صبح کوهن تخلیه شد.  در همین حال، نیروها خانه به خانه رفتند تا آنها را «پاکسازی» و ایمن کنند. پایل با وگ ملاقات کرد و از او خواست که از دیر یاسین خارج شود: «از اینجا دور شو! قاطی ایرگون و [لحی] نشو!» واحد پالماخ به زودی پس از آن به کمپ شنلر عقب‌نشینی کرد.  پایل از درخواست وگ برای رفتن پشیمان شد: «تا به امروز من از اشتباهی که مرتکب شدم پشیمانم. نباید اجازه می‌دادم یاکی و افرادش بروند، اما تصور نمی‌کردم آنجا کشتار اتفاق بیفتد. اگر آن بچه‌های پالماخ می‌ماندند، آن‌ها جرأت نمی‌کردند کشتار کنند، اگر ما این را می‌دیدیم، تفنگ‌هایمان را خم می‌کردیم و به آن‌ها می‌گفتیم که دست بردارند.»

### عواقب فوری
متیو هوگان می‌نویسد که «پاکسازی» چریک‌ها تا شنبه و یکشنبه، ۱۰ تا ۱۱ آوریل ادامه داشت، زیرا شلتیل به چریک‌ها فشار می‌آورد تا بمانند و مردگان را دفن کنند." فرمانده لحی، یوشوا زتلر، که در این حمله شرکت داشت، توضیح داد که چگونه برخی از اجساد قربانیان در تلاش برای دفع آن‌ها سوزانده شدند. 

## تلفات
برای چندین دهه اعتقاد بر این بود تعداد کشته‌شدگان حدود ۲۵۰ نفر بوده است. شواهد کنونی این عدد را تقریباً نصف می‌داند. شریف کنعنا از دانشگاه بیرزیت با بازماندگان مصاحبه کرد و در سال ۱۹۸۸ به این نتیجه رسید که ۱۰۷ روستایی کشته شده‌اند که ۱۱ نفر از آنها مسلح بودند و ۱۲ نفر زخمی‌شدند. ایلان پاپه در پاکسازی قومی فلسطین (۲۰۰۶) می‌نویسد:
گزارش‌های معاصر تعداد قربانیان کشتار دیر یاسین را ۲۵۴ نفر نشان می‌دهد، رقمی که در آن زمان توسط آژانس یهود، یکی از مقامات صلیب سرخ، نیویورک تایمز و دکتر حسین الخالدی، سخنگوی کمیته عرب تأیید شده. این احتمال وجود دارد که در این رقم عمداً به منظور ایجاد ترس در میان فلسطینی‌ها اغراق شده باشد تا آن‌ها با هراس مجبور به مهاجرت دسته‌جمعی شوند.

### تعداد مهاجمان کشته و زخمی‌شده
یهودا اسلوتسکی، افسر سابق هگانا، در سال ۱۹۷۲ نوشت که چهار مهاجم کشته و ۳۲ نفر زخمی‌شدند که حال چهار نفر از آنها وخیم بود. هوگان در سال ۲۰۰۱ بر اساس بیانیه ایرگون از ۱۱ آوریل، تعداد کشته شدگان را ۵ نفر اعلام کرد که چهار نفر از آنها در جریان نبرد کشته شدند و یک نفر بعداً بر اثر جراحات وارده جان باخت. علاوه بر این، وی نوشت که چهار مهاجم به شدت مجروح شده و ۲۸ نفر نیز «خفیف» زخمی‌شده‌اند. گلبر در سال ۲۰۰۶ تعداد تلفات مهاجمان را پنج کشته و ۳۵ زخمی اعلام کرد. موریس، همچنین در سال ۲۰۰۶، تعداد تلفات را چهار کشته و ده‌ها مجروح شدید اعلام کرد و افزود که ارقام ۳۰ تا ۴۰ مجروح ارائه شده توسط مهاجمان احتمالاً اغراق‌آمیز است.

## واکنش
نیروی‌های انگلیسی ظاهراً از ترس درگیری با افراد ایرگون و لحی عکس‌العملی نشان ندادند.
این حمله توسط رهبران هگانا، خاخام‌های اعظم اسرائیل، آژانس یهود، و یهودیان سرشناسی همچون آلبرت انیشتین و هانا آرنت، و … محکوم و مورد سرزنش واقع گردید.
در بین اعراب خبر این کشتار و شایعات مطبوعات عربی موجب رعب و وحشت گردید. کشتار دیر یاسین یکی از عوامل اخراج و فرار ۱۹۴۸ فلسطینیان، که در طی آن بیش از ۷۰۰٬۰۰۰ یا حدود نیمی از جمعیت عرب فلسطین از خانه‌های خود رانده شدند، گردید.
کشتار در مطبوعات عرب و غربی تاب داده شد. نسیبه ویرایشگر رادیو و تلویزیون فلسطین که اخبار این کشتار را ویرایش کرد، پس از ۵۰ سال در مصاحبه‌ای، اغراقات خبرگزاری‌های عرب را بزرگ‌ترین اشتباه تیم خود را دانست و اظهار داشت که «ما نمی‌دانستیم مردم چگونه واکنش می‌دهند. وقتی شنیدند که زنان مورد تجاوز قرار گرفتند، از روستاهایمان فرار کردند… ما خطای مهلک مرتکب شدیم و صحنه را برای مشکل آوارگان فراهم کردیم» همچنین چندین تن از بازماندگان با ناراحتی از بعد پخش شایعات اظهار داشتند، که ارقام بالا، تجاوز و کشتار زنان و دختران، و پاره کردن شکم زنان حامله، دروغ بوده است.
آمار کشته شدگان در ابتدا ۲۰۰ نفر توسط صلیب سرخ تخمین زده شده بود. در سال ۱۹۸۸، دانشگاه بیرزیت رقم کشته شدگان را ۱۰۷ نفر برآورد کرد.